# Adolf von Bonin
Albert Ferdinand Adolf Karl Friedrich von Bonin (11 de noviembre de 1803, Heeren, Altmark - 16 de abril de 1872, Berlín) fue un comandante de Cuerpo del Ejército prusiano en la Batalla de Trautenau en 1866, y colega de Karl Friedrich von Steinmetz.

## Biografía

### Origen
Adolf von Bonin era miembro de una antigua familia aristocrática de Pomerania Oriental cuya casa ancestral, al sur de Köslin, es mencionada por primera vez en un documento de 1294. Su padre era Gustav Ferdinand von Bonin (26 de marzo de 1773, Elvershagen - 17 de enero de 1837, Berlín), mayor prusiano del 8.º Regimiento de húsares así como caballero de la Orden Pour le Mérite y su madre Anna Elisabeth Adolfine Karoline, nacida baronesa von Plettenberg (24 de junio de 1776, Heeren - 19 de febrero de 1843, Berlín).
Su hermano Gustav (1797-1878) fue un abogado administrativo y hombre político prusiano.

### Carrera militar
Bonin fue un cadete en Berlín a partir de 1817 y después fue transferido al 2.º Regimiento de infantería de la Guardia como subteniente el 28 de julio de 1821. Entre el 1 de octubre de 1824 y el 30 de junio de 1826, asistió a la Academia Militar Prusiana para seguir una formación complementaria. En 1828, Bonin accede al rango de adjunto de regimiento y, a partir del 2 de diciembre de 1830, es adjunto del comandante general del Cuerpo de Guardia. El 24 de enero de 1833, es nombrado adjunto del príncipe Adalberto de Prusia. Después de ser promovido a teniente primero en 1831, se convirtió en ayudante de ala del rey Federico Guillermo III, después de Federico Guillermo IV y después de Guillermo I.
A través de su carrera militar, se convierte en coronel en 1851, mayor general en 1854, teniente general y adjunto del rey en 1858, comandante general del I Cuerpo de Ejército en 1863 y general de infantería en 1864.
Durante la guerra austro-prusiana, su I Cuerpo de Ejército formó parte del 2.º Ejército del príncipe heredero. Mientras marchaba a través de los montes de los Gigantes, sufrió una derrota en el ataque del general Gablenz en la batalla de Trautenau el 27 de junio y se vio obligado a retirarse. Esta retirada puso en peligro el avance prusiano, ya que su cuerpo de ejército tuvo que cerrar la brecha con el 1.º Ejército del príncipe Federico Carlos de Prusia. Como no partió hacia la batalla de Sadowa hasta las nueve y media de la mañana, solo parte de su cuerpo de ejército llegó al campo de batalla justo a tiempo, hacia las 15 horas, para relevar a la asediada Guardia. A medida que se alejaban, sus tropas también se interpusieron sobre el camino de la caballería, que debió permanecer por detrás del cuerpo de ejército y por lo tanto no llegó al campo de batalla. Del conjunto del I Cuerpo de Ejército, solo una brigada estuvo desplegada. Moltke calificó a Bonin de incompetente en consideración a su comportamiento en Sadowa.
Tras la conclusión de la paz, Bonin fue enviado al reino de Sajonia en 1867 como comandante en jefe de las tropas prusianas. Fue relevado de este puesto el 28 de mayo de 1867. Después de una licencia de varios meses, Bonin fue nombrado jefe del cuerpo ecuestre de la policía militar y presidente de la comisión de orden general. No tuvo ningún comandamiento activo durante la guerra franco-prusiana. Durante este tiempo, Bonin es utilizado en un principio como gobernador general de los distritos de las provincias de Brandeburgo y Sajonia, y después nombrado gobernador general de Lorena a mediados de agosto de 1870. Después del fin de la guerra, Bonin renuncia a su antiguo puesto de adjunto general del rey y presidente de la comisión general de orden, así como a su puesto de jefe del cuerpo ecuestre de la policía militar. Además es comandante del 41.er Regimiento de infantería.

### Familia
Bonin se casó el 23 de octubre de 1838 en Bariskow con Marie Sophie von Zieten (29 de junio de 1820, Potsdam - 17 de octubre de 1846, Berlín), hija del teniente general prusiano Otto von Zieten. Del matrimonio tuvo los siguientes hijos:
- Otto Ferdinand Fürchtegott Bogislaw (12 de septiembre de 1839, Bariskowe - 15 de octubre de 1870, Goussainville), teniente primero prusiano casado en 1865 con la baronesa Marie Luise Albertine von Paleske (nacida el 8 de febrero de 1845)[7]
- Friederike Wilhelmine Luise Emilie Alexandrine Elisabeth (nacida el 3 de agosto de 1841 en Bariskow), casada el 20 de octubre de 1859 con Theodor von Kriegsheim.
- Ottilie Emilie Elisabeth (nacida el 28 de agosto de 1843 en Bariskow), casada el 18 de octubre de 1865 con Urban von Hirschfeld, mayor prusiano

Tras la muerte de su esposa, se casó el 26 de septiembre de 1850 con Elisabeth Klara Natalie Emilie Charlotte von Oppen (25 de agosto de 1827, Siede - 17 de noviembre de 1890, Berlín), hija del teniente general prusiano Adolf Friedrich von Oppen. De su matrimonio tuvo los siguientes hijos:
- Oskar Adolf Fürchtegott Bogislaw (nacido el 18 de julio de 1851 en Berlín), teniente primero prusiano, chambelán, caballero de la Orden de San Juan y señor de Herzogwalde.
- Adolfine Johanna Alexandra Sophie (nacida el 8 de junio de 1853), casada el 1 de agosto de 1877 con Erich Graf zu Dohna-Schlodien, teniente coronel prusiano.
- Johann Georg Fürchtegott (nacido el 23 de mayo de 1855 en Berlín), mayor prusiano.
- Alexandra Editha Bertha Karoline Anna Marie (nacida el 20 de agosto de 1857 en Potsdam), casada el 19 de octubre de 1881 con Ulrich von Trotha, Oberhofmarschall.
- Thérèse Johanna Luise Meta (nacida el 9 de mayo de 1862), casada el 29 de octubre de 1893 con Karl von Koenemann.
- Viktoria Wilhelmine (nacida el 29 de junio de 1866 en Königsberg), casada el 23 de octubre de 1893 con Rudolf von Oppen (nacido el 14 de noviembre de 1860), hijo del general Karl von Oppen (1824-1895).